# Jessica Ware
Jessica Lee Ware es una bióloga evolutiva y entomóloga estadounidense. Es profesora adjunta en la Universidad de Rutgers, Newark. Estudia la evolución de la fisiología de los insectos y su comportamiento, particularmente libélulas y dictyoptera, así como su biogeografía (su distribución geográfica). Ware fue colaboradora de un importante estudio de la filogenómica de la evolución de los insectos, y filogenia molecular de hexapoda.

## Primeros años de vida y educación
Jessica Lee Ware nació en Montreal (Quebec) con su gemelo (el artista y activista Syrus Marcus Ware).
Ware se interesó por la biología por sus abuelos, Gwen y Harold Irons del norte de Canadá, quienes siempre la animaban a recolectar culebras, insectos y ranas. Ware obtuvo el grado de ciencias en zoología de invertebrados de la Universidad de Columbia Británica en Vancouver en 2001. Continuó con entomología después de trabajar en el Museo Universitario Entomological para mantenerse durante los estudios.
Después de graduarse, Ware viajó a Costa Rica para trabajar con Diane Srivastava durante un semestre. Su tiempo allí la llevó a escoger la investigación como profesión, período que también fue su primera experiencia laboral con otros científicos afroamericanons.
Ware pasó directamente del pregrado al programa de doctorado en la Universidad Rutgers. Obtuvo su título de doctorado en 2008, con una disertación titulada "Sistemática molecular y morfológica de Libelluloidea (Odonata: Anisoptera) y Dictyoptera".

## Carrera
En 2010, fue nombrada profesora adjunta en la Universidad de Rutgers. Es también una investigadora adjunta en el Museo Americano de Historia Natural de Nueva York y también del Museo Nacional de Historia Natural.
Ware contribuyó a un importante estudio de la filogenómica de la evolución de los insectos, y al desarrollo de la filogenia molecular de hexápoda. Ha realizado trabajo de campo en varios continentes.
Ware participa activamente para alentar a mujeres y personas de grupos subrepresentados a convertirse en entomólogos. Fue oradora destacada en la Marcha por Ciencia en Washington D. C. en 2017. Colabora con Entomology Today y es miembro de la Junta Directiva de varias revistas entomológicas.

## Reconocimientos
Ware recibió una beca de carrera de la Fundación Nacional de Ciencia, así como un premio "Snodgrass Memorial Research" de la Sociedad Entomológica de América, el cual reconoce "investigación excepcional realizada por una estudiante de posgrado". En 2008, fue una de las ganadoras del Premio al Estudiante de Posgrado John Henry Comstock de la Sociedad Entomológica de América. Ware actualmente es miembro de la Junta Directiva de la Sociedad Entomológica de América, en representación de la sección de Sistemática, Evolución y Biodiversidad.

## Vida personal
Ware estaba casada con otro entomólogo, sin embargo, ahora están separados y ella es madre soltera de dos hijos. Se identifica como bisexual.